# Фома Прелюбович
Фома Прелюбович (серб. Тома Прељубовић; греч. Θωμάς Πρελούμπος), также известный как Фома Комнин Палеолог (греч. Θωμάς Κομνηνός Παλαιολόγος) — сербский аристократ. Правитель Янинского деспотата (осколок Эпирского царства) с 1366 по 23 декабря 1384 года. Правил в качестве номинального вассала титулярного царя сербов и греков Семеона Уроша Неманича, от которого он, предположительно, получил титул деспота в 1367 году. Затем, в 1382 году, Фома признал сюзеренитет Византийской империи, от которой ему также был дарован данный титул.
За время своего правления в Янинском деспотате, Прелюбович показал себя очень автократичным и жестоким человеком. От постоянно вёл войны с албанцами на юге, севере и западе. За свою безжалостность Фома получил прозвище Убийца албанцев (Ἀλβανιτοκτόνος).

## Происхождение
Фома был сыном кесаря и сербского наместника в Фессалии Грегория Прелюба. Его матерью была Ирина дочь Стефана Уроша IV Душана и Елены Болгарской. Таким образом Фома являлся родственником правящей династией Неманичей, которые владели Сербией с XII в.

## Обретение власти в Янине
После убийства своего отца, Фома провозгласил Фессалию владением своей матери, но в 1356 году им пришлось бежать в Сербию от воинов эпирского деспота Никифора II Орсини. Там Ирина вышла замуж за правителя Водены Радослава Хлапена.
В 1359 году в битве с албанскими племенами погиб Никифор II Орсини. К власти в Эпире и Фессалии пришёл титулярный царь сербов и греков Симеон Урош Неманич. Симеон сделал своей столицей фессалийский город Трикала. В 1359 и 1360 году, желая вернуть Фоме Прелюбовичу Фессалию, войска Хлапена вторгались в регион. В конце концов Симеон Неманич решил заключить мир с Хлапином. Урош согласился отдать Фоме Касторию, а также выдал за него свою дочь Марию Дукиню Палеологиню. В Трикала была проведена церемония помолвки, которую совершил митрополит из Ларисы.
Спустя несколько лет Симеон понял, что не в состоянии обеспечить свою власть на большей части Эпира. Ещё в 1359 году на юге Неманич отдал власть в Арте и Ангелокастроне местным албанским кланам, чьим вождям Петеру Лоше и Гин Буа Шпате он даровал титул деспота. Вместе с тем жители северного Эпира со столицей в городе Янине были обеспокоены усилением и набегами албанцев и опасались быть ими захвачены. В 1366 году горожане Янины выслали Симеону петицию, в которой просили о назначении правителя, способного защищать их от албанцев.
Неманич с готовностью откликнулся на просьбы населения и передал своему зятю Фоме Прилюбовичу Янину и Вагенецию. В первый город тот вступил в 1366 или 1367 году. Он появился в Янине с большой армией и со своей молодой женой Марией Дукеней Палеологиней. Его правление в Эпире отображено в Янинской хронике, описавшей его как жестокого и капризного тирана. Прелюбович отнял у местной церкви многочисленную собственность, и вознаградил ею своих воинов. В свою очередь митрополит Себастьян был изгнан. Неизвестно владел ли Фома титулом деспота в это время, однако есть предположение, что титул был ему присвоен Симеоном Урошем в 1367 году, как знак подчинения янинского правителя титулярному царю. Об этом может свидетельствовать единственный известный документ того времени, подписанный Прелюбовичем и описывающий его как «Фома деспот Комнин Прелюб».
В 1368 году Янина была поражена чумой. Это несчастье летописец уверенно приписал греховности деспота Фомы. После эпидемии Прелюбович поднял налоги и ввёл новые сборы, увеличив цены на вино, кукурузу, мясо, сыр, рыбу и овощи. Продажа предметов первой необходимости стала государственной монополией, осуществляемой либо самим Фомой, либо его доверенными архонтами. Налоги были также наложены на квалифицированных мастеров, в то время как неквалифицированные работали как крепостные на безвозмездной основе и без вознаграждения. Прелюбович также преследовал местную знать, что вылилось в многочисленные мятежи. Получая таким образом дополнительное финансирование, он вёл постоянные войны против соседних албанских деспотатов Арты и Ангелокастрона. Фома также регулярно воевал против албанцев на западе и севере Янины, особенно против племён малакаси, лиоши, зеневеши и мусахи.

## Война с албанцами. Усиление репрессий в Янинском деспотате
В течение 1367—1370 годов албанцы Петера Лоши постоянно нападали на Янину и осаждали её; конфликт окончился браком между дочерью Прелюбовича Ириной и сыном Лоши Иоанном. В 1374 году Петер Лоша умер от чумы, на престол Арты взошёл Гин Буа Шпата деспот Ангелокастрона и Лепанто, который присоединил свои владения к Арте. Гин Шпата не был связан союзом с деспотом Фомой. В 1375 году правитель Арты напал и осадил Янину, разграбив окрестности города. Фоме удалось на время купить мир, обещая женитьбу Гина Буа Шпаты на Елене — сестре Фомы Прелюбовича. Тем не менее Янинcкому деспотату угрожали другие албанские племена. Всё это выливалось в эпизодические и зачастую жестокие войны. Так, 14 сентября 1377 года албанский вождь по имени Гин Фратес, стоявший во главе малакасийцев напал на город. Он был побеждён Фомой. Пленные албанцы были проданы в рабство. Это была первая победа Прелюбовича над албанцами и на некоторое время их набеги прекратились.
В 1378 году Фома объединился с Гин Шпатой против нападения франков на Акарнанию под предводительством рыцарей-госпитальеров. Предположительно, в конце 1378 года, союзные деспоты нанесли сокрушительное поражение госпитальерам. В плен был взят великий магистр ордена Жан Фернандес де Эредиа и богатый итальянский авантюрист Исав де Буондельмонти. Последний был передан Шпатой в качестве пленника Янинскому деспотату.
В феврале 1379 году произошло новое нападение албанских племён на Янину. В этот раз им помог предатель, находившийся в городе. Всё это время албанцы нападали лишь на сухопутною сторону деспотата. По указанию изменника они совершили нападение неожиданно, под покровом ночи, на лодках со стороны озера, где Янина была не защищена. Двести малакасийцев взобрались на скалу и заняли северную часть города с его башней. Остальные ждали на острове в озере и присоединились к отряду позже. В течение трёх дней албанцы пытались завладеть остальными частями города. Однако жители деспотата смогли дать им отпор и нанести сокрушительно поражение албанцем.
Хроника Янины приписывала эту победу исключительно жителям Янины и Архангелу Михаилу. Фома Прелюбович не получил никаких похвал и упоминаний. Между тем янинский деспот жестоко обращался с пленными албанцами. Одних он бросил тюрьму за выкуп, другие были проданы в рабство. Те, кто был пойман на озёрном острове, также были проданы. Болгарам и влахам, сражавшимися с албанцами, отрезали носы. В мае 1379 года в окрестностях Янины появился артский деспот Гин Буа Шпата чтобы опустошить виноградники и поля. Фоме удалось отразить набег, проявляя ещё более жестокий характер по отношению к албанцам. Янинский деспот вешал пленников на городских башнях. У других были отрезаны конечности или выбиты глаза. Фома послал эти ужасные дары Шпате, который был вынужден покинуть окрестности Янины. За свою безжалостность Фома Прелюбович получил прозвище «Убийца албанцев» (Αλβανοκτόνος, Albanoktonos).
Между тем Хроника Янина описывала, что Прелюбович всё больше придерживался тирании в своей внутренней политике. Так, по доносу своего доверенного лица протобестиариуса Михаила Апсараса, который сообщил Фоме о неверности жены, Прелюбович испортил отношения с Марией Дукиней и отдалил её от двора. После этого он казнил несколько знатных людей, протестовавших против его авторитарного правления. Другие, были ослеплены, сосланы или заключены в тюрьму по подозрению в измене. После этого Фома повысил пошлину на вино, монополизировал рынки, увеличил налоги и наложил штрафы на неплательщиков. Дома и имущество были конфискованы у законопослушных граждан, которые были отданы сербским друзьям Прелюбовича.
К 1380 году Фома заручился помощью турок-османов и напал на албанцев на севере и западе. 2 июня 1380 года турецкий военачальник по имени Исаим захватил города Беласа и Опу. Затем туркам удалось осадить племена малакасийцев и зеневешей в месте под названием Политцай, располагающееся к северу от Янины, на западном склоне горного хребта Немерчка. Эти военные действия ослабили албанское давление на Янину. Воспользовавшись этим Прелюбовичу удалось добавить ряд западных городов к своим владениям, среди которых были Бурсина, Кретзуниста, Драгоми, Бельциста и Арахобица.
К 1382 году Фома Прелюбович смог распространить свою власть к северу от Янины. Точно не известно на какие территории распространилась власть Фомы. Османские союзники временами действовали сами по себе и брали ряд городов, как, например, Дриинополь, под свой прямой контроль. Тем временем Гин Буа Шпата стал опасаться за свои владения в деспотате. Он послал своего итальянского зятя барона Марчесано в качестве своего посла. Фома принял иностранного гостя с большой честью и предложил Шпате союз, который бы был скреплён династическим браком Шпаты с сестрой Прелюбовича Еленой. Однако союз так никогда не был заключён. Елена умерла вскоре после этого. Гин Шпата прибыл в Янинский деспотат лично, чтобы потребовать приданое. Но Фома лишь откупился деньгами, после чего Шпата покинул государство Прелюбовича.

## Византийский сюзеренитет и смерть
В 1382 году Фома Прелюбович отправил посольство в Фессалоники к византийскому императору-соправителю Мануилу II Палеологу. К тому времени формальный сербский сюзеренитет в Эпире подошёл к концу. Титулярный царь сербов и греков Симеон Урош умер в 1371 году. Его сын и преемник Иоанн Урош отрёкся от титула и владений своего отца, уйдя в монастырь в 1373 году. К власти в Фессалии пришёл греческий аристократ Алексей Ангел Филантропен, признавший сюзеренитет Византийской империи. Последовав его примеру, Прелюбович также признал сюзеренитет Византии. В ответ из Константинополя, взамен изгнанному Себастьяну, прибыл новый митрополит Матфей, который даровал Фоме титул деспота от имени византийского императора Иоанна V Палеолога. Несмотря на это, Фома позже изгнал и этого священнослужителя в Арту.
Заключение тесных связей Янинского деспотата и Византии не понравилось туркам-османам, которые в то время отчаянно осаждали Фессалоники. В 1384 года турки под предводительством Тимурташа напали на Арту с большой армией и взяли много пленных. Сам город устоял. Деспот Гин Буа Шпата был настолько встревожен, что послал изгнанного Фомой митрополита Матфея в Янинский деспотат, чтобы предложить двум деспотам объединить силы против турок. Однако в ответ Прелюбович велел арестовать спутника Матфея, которого звали Калогномос, и отправил митрополита в другое место изгнания. Это было последнее тираническое действие Фомы. 23 декабря того же 1384 года Прелюбович был убит своим телохранителем по имени Антониос. Предположительно в этом заговоре участвовала жена деспота Мария Дукиня, чьи отношения с супругом оставались ужасными. Узнав о смерти тирана население Янины собралось в соборе и провозгласила новым правителем Марию Дукиню. Вскоре ей предложили выйти замуж за, плененного Фомой, Исава де Буонделмонти. 31 января 1385 года Исав стал новым правителем Янины, а уже в февраля прошла его свадьба с Марией.

## Захоронение
Мраморная могила Фомы была обнаружена в 1795 году, когда Али-паша закладывал фундамент своего сералио, расположенного в юго-восточном акрополе Янины, возле мечети Фетхие. Гробница, возможно, первоначально располагалась в соборном храме Архангела Михаила. На могиле была надпись «Фома Прелюбович деспот». Имя янинского деспота, также записано в двух других местах в городе. Одно из них, располагалась на кирпиче высоко на башне, стоящей справа от входа в Янинскую крепость. Однако надпись состоит не более чем из одного слова «Фома». Другая надпись была сделана на трёх фрагментах камня, найденного на акрополе в Янине и состоящая из слов: «Фома, также известный как албанский убийца».

## Семья
Фома имел по крайне мере одну дочь:
- Ирина — супруга Ионна Лоши, сына артского деспота Петера Лоши. Умерла от чумы в 1375 году[15].